# Noel Purcell (waterpolospeler)
Noel Mary Joseph Purcell (Dublin, 15 november 1891 - Dún Laoghaire, 31 januari 1962) was een Brits-Iers waterpolospeler.
Tijdens de  Olympische Zomerspelen 1920 won Purcell met de Britse ploeg de gouden medaille.
Purcell nam tijdens de  Olympische Zomerspelen 1924 voor het afgesplitste Ierland en eindigde als achtste.
Purcell speelde in 1921 vier interlands voor het Iers rugbyteam
Charles Bugbee · 
William Henry Dean · 
Christopher Jones · 
William Peacock · 
Noel Purcell · 
Paul Radmilovic · 
Charles Sydney Smith